# Grues Titan de Nantes
Pour les articles homonymes, voir Titan.
Les grues Titan sont deux appareils de levage aujourd'hui désaffectés situés sur la pointe ouest de l'île de Nantes, conservés en témoignage du passé industriel de la commune de Nantes, dans le département français de la Loire-Atlantique. La grue jaune, appartenant jadis aux chantiers navals Dubigeon, et la grue grise, au Port autonome de Nantes-Saint-Nazaire, sont aujourd'hui la propriété de la ville de Nantes. Elles sont classées au titre des objets monuments historiques.

## Présentation
« Titan » est le nom d'un modèle de grues produites par la société nantaise Joseph Paris. Le nom évoque la puissance de levage de tels engins.
Les deux grues ont été conservées au titre de la valorisation du patrimoine industriel de Nantes en s'appuyant sur 4 critères de l'UNESCO :
- le critère historique en rapport avec le développement de la région
- le critère représentatif de l’industrialisation
- le critère de notoriété distinguant des bâtiments remarquables ou exceptionnels dus à l’ingéniosité des Hommes
- le critère de l’intérêt technologique, attestant d’un procédé ou d’une innovation

Ces éléments ont contribué au classement de la grue Titan grise comme monument historique.
Avec le classement de grue Titan jaune et de la grue noire (de type grue « Marteau ») située dans le Bas-Chantenay (47° 11′ 46″ N, 1° 35′ 16″ O), Nantes possède trois des cinq grues protégées au titre des monuments historiques en France.

### Localisation
| \| Grue jaune Grue grise \| Localisation des deux grues |
| Grue jaune Grue grise                                   |

### La grue jaune
La grue jaune a été construite en 1954 pour le compte des anciens chantiers navals Dubigeon, dont elle occupe encore le site depuis 1958 (47° 12′ 18″ N, 1° 34′ 11″ O). Elle soulève, porte et met en place des éléments préfabriqués pour la construction de bateaux jusqu'en 1987, date de la fermeture des chantiers. La mairie la rachète deux ans plus tard, souhaitant conserver un élément important du patrimoine industriel de la ville, l'intègre dans le parc des Chantiers.
Elle affiche un poids de 400 tonnes, une hauteur de 43 mètres et une puissance de levage de 80 tonnes. Elle subit une rénovation de douze semaines en 2006, la seconde en onze ans, comprenant une sécurisation, un allègement des contrepoids et 1,8 tonne de peinture.
Comptant parmi les éléments-phares du réaménagement de l'île de Nantes, elle constitue le point de destination du circuit de promenade de l'éléphant des machines de l'île.
En octobre 2018, elle est inscrite monument historique avant d'être classée monument historique en mai 2024.

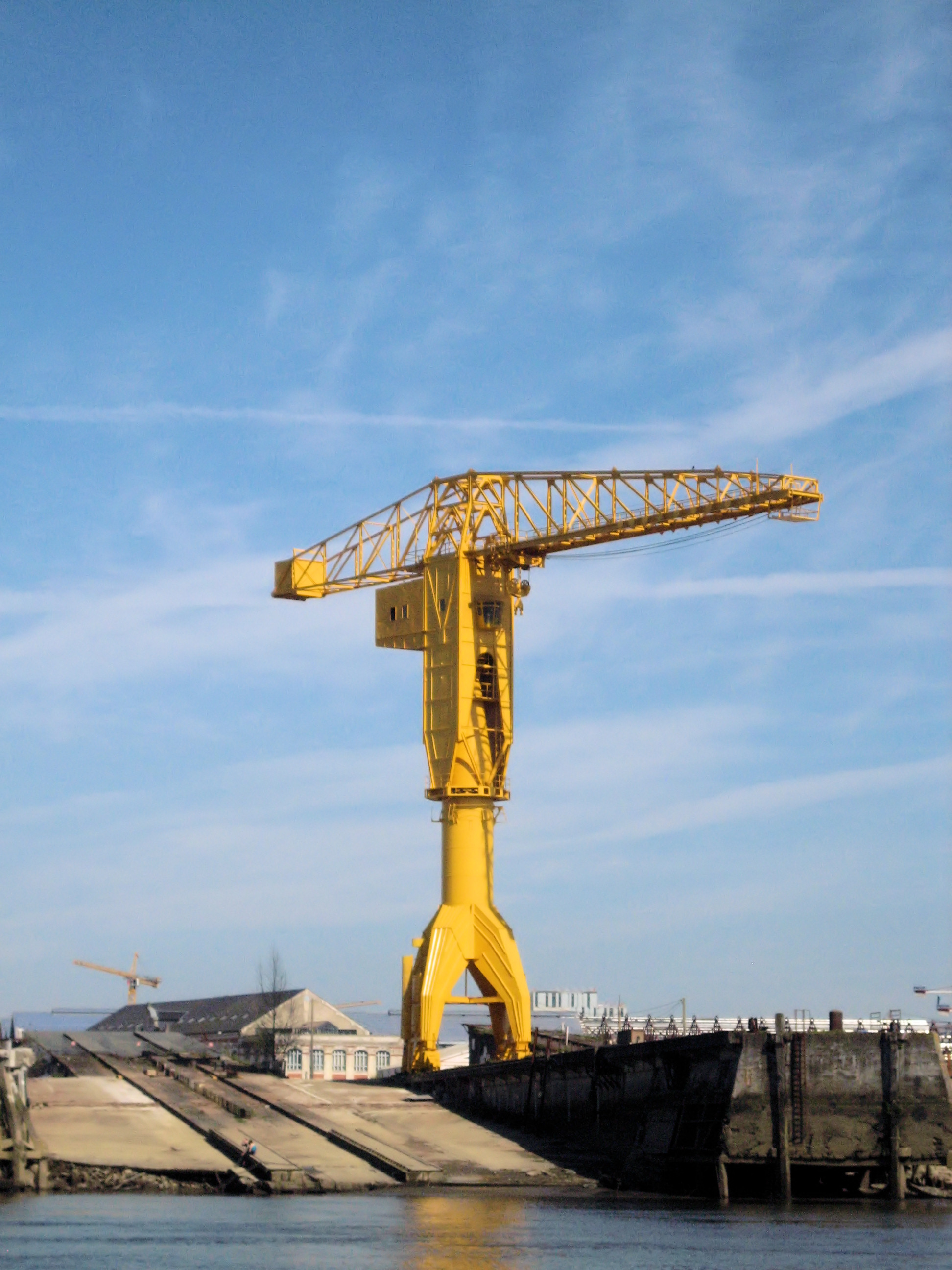
La grue jaune, et une ancienne cale de lancement vue du quai de la Fosse.
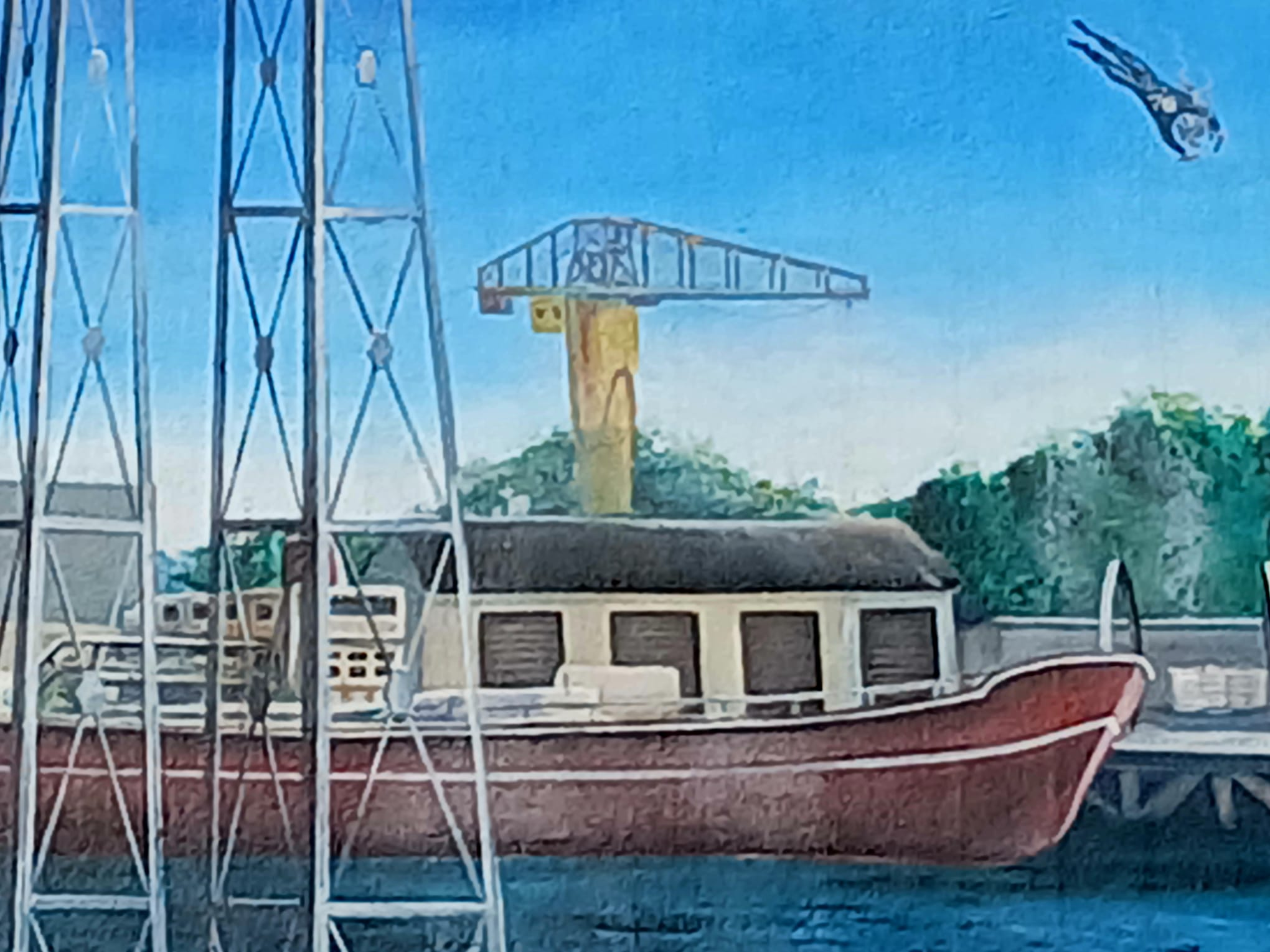
La grue jaune, représentée sur Le Mur tombé du ciel (on distingue également Willy Wolf réalisant son plongeon du pont transbordeur le 31 mai 1925).

### La grue grise
Acquise par le Port Autonome de Nantes-Saint-Nazaire en 1966, la grue grise, d'une puissance de 60 tonnes et d’une hauteur de 47 mètres, située sur le quai Président-Wilson, à la pointe sud-ouest de l'île (47° 11′ 57″ N, 1° 34′ 26″ O), sert principalement aux opérations de déchargement de coils pour le compte de la société Pum Chaillous (groupe Arcelor) jusqu'en 2003. Après cette date, elle est désaffectée dans le cadre du redéploiement des activités de manutention portuaire sur les autres terminaux du port de Nantes de Cheviré et Roche-Maurice.
Destinée initialement à être démontée et mise à la ferraille, la grue grise est rachetée par la ville de Nantes au port autonome en avril 2005 pour l'euro symbolique, le 27 mai 2005 elle est classée monument historique par arrêté ministériel  en tant qu'objet. Elle subie des travaux de rénovation entre septembre 2006 et février 2007 : sécurisation, allègement du contrepoids et mise en peinture argentée.
Elle fait aujourd'hui office de « figure de proue » de l'île de Nantes, en cours de réhabilitation, à proximité immédiate du hangar à bananes et des Anneaux de Buren situés sur le quai des Antilles.

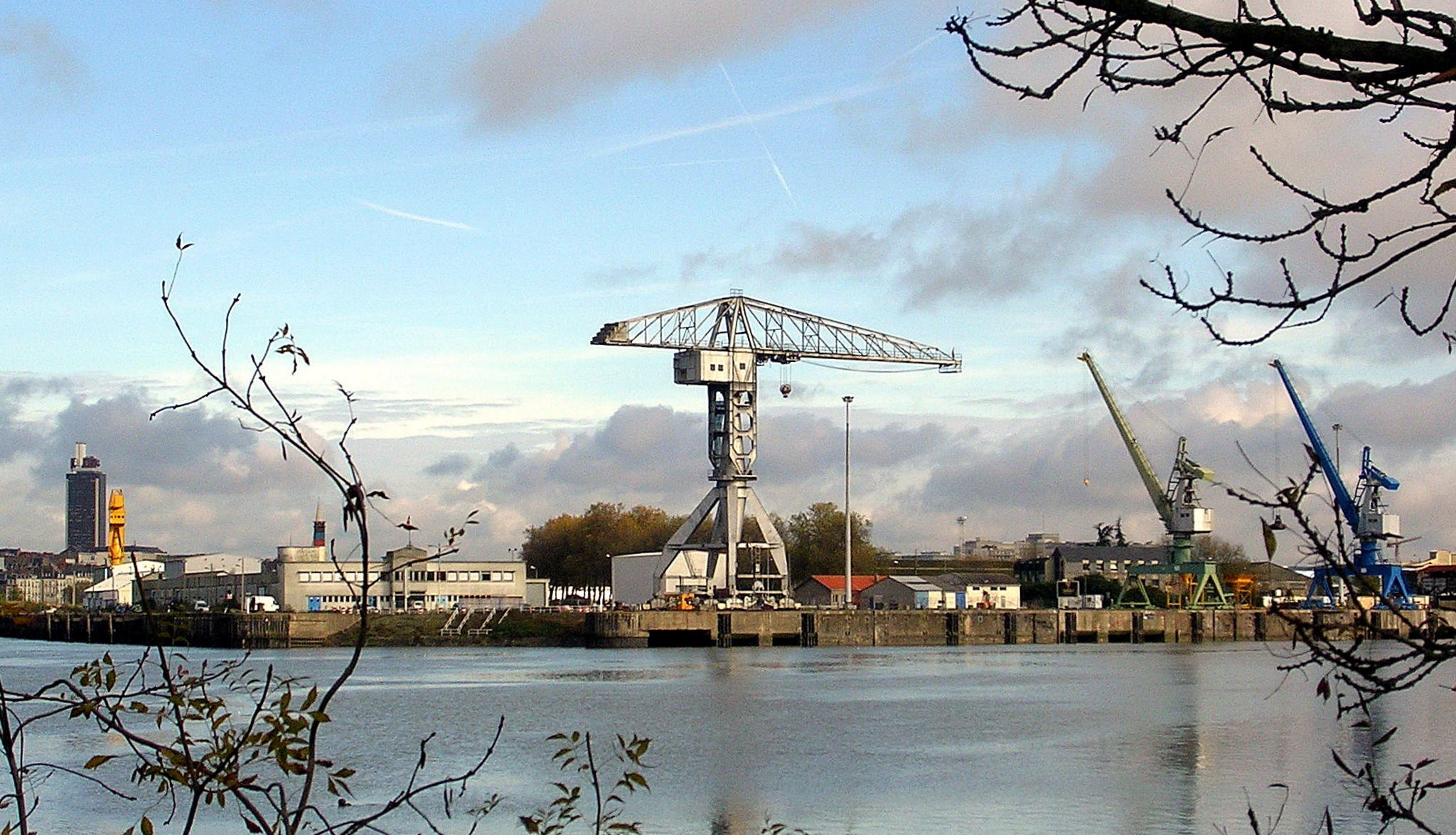
La grue grise, vue de Trentemoult.
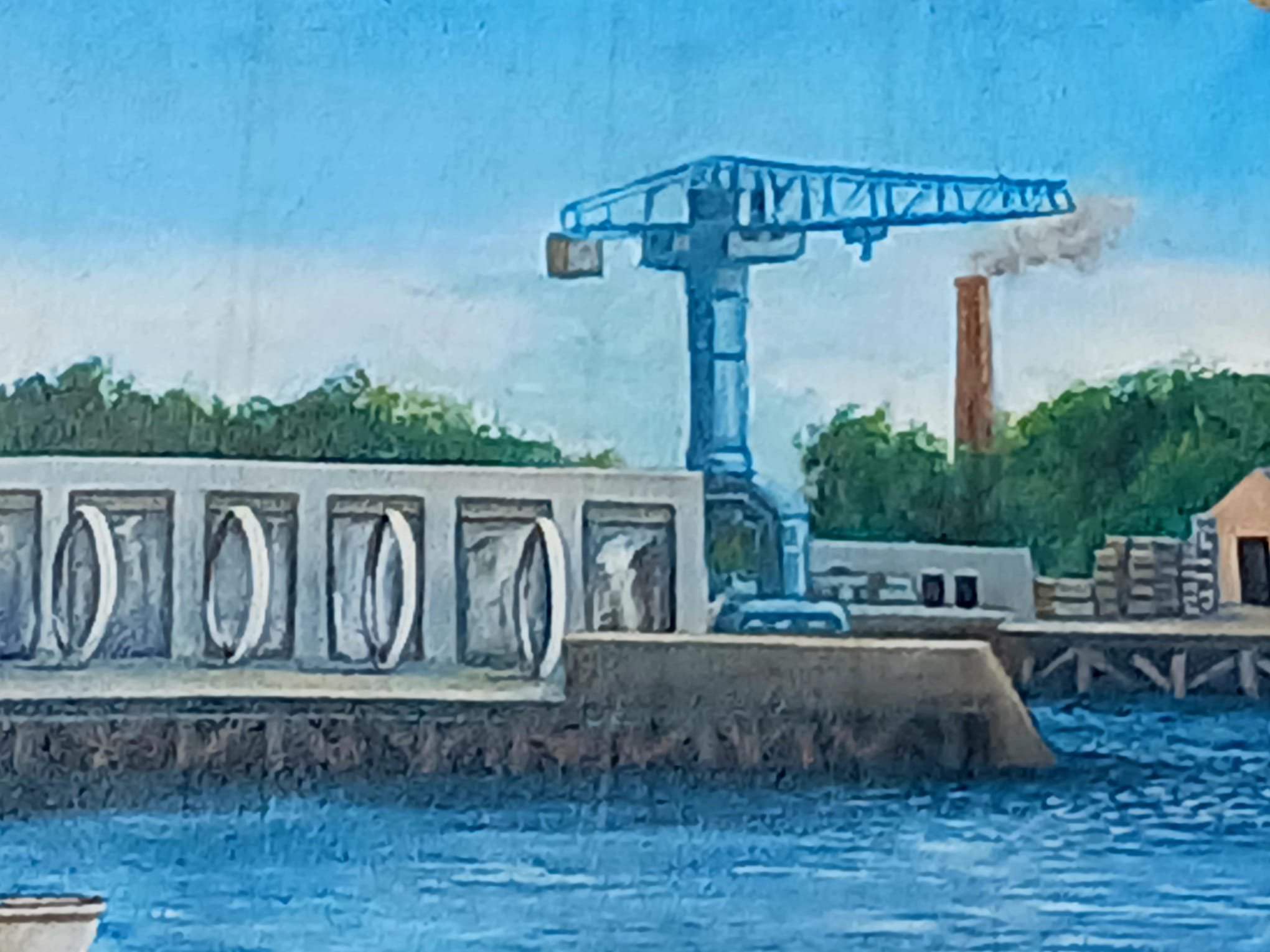
La grue grise, représentée sur Le Mur tombé du ciel (on distingue également le hangar à bananes et les Anneaux de Buren).

## Univers de fiction
La grue jaune et la grue grise apparaissent dans des scènes du film La Reine blanche (1991).

## Revendications médiatiques (Des pères et des grues)
Le vendredi 15 février 2013, Serge Charnay, un père de famille privé de tous droits envers son fils, décide d'escalader la grue Titan jaune et d'y tenir un siège pour faire entendre ses revendications. Il souhaite que les droits des enfants à voir leurs deux parents soient mieux pris en compte lorsque des couples se séparent, conformément à la Convention internationale des droits de l'enfant, et que des pères cessent d'être discriminés par la justice aux affaires familiales, conformément à la Convention européenne des droits de l'homme. Son action symbolique trouve un large écho auprès des médias nationaux et Jean-Marc Ayrault, Premier ministre et ancien maire de Nantes demande à Christiane Taubira, ministre de la Justice, et Dominique Bertinotti, ministre de la Famille, de recevoir plusieurs associations de défense des droits pour étudier la question de l'exercice de l'autorité parentale à la suite d'une séparation de couple.
Cette action est imitée par plusieurs autres pères : le 16 février sur la grue Titan grise, puis les jours suivants sur des grues à Strasbourg, à La Rochelle et à Istres.
Après trois jours d'occupation, Serge Charnay redescend de la grue Titan jaune en ayant obtenu du gouvernement que des groupes de travail soient mis en place avec les associations pour développer en France la médiation familiale. Mais dans la pratique rien n'est fait et de nombreux autres parents continuent de manifester pour la coparentalité, comme à Orléans les 9, 10 et 11 mai au sommet de la cathédrale Sainte-Croix d'Orléans. Un collectif regroupant des associations de parents revendiquant l'égalité parentale prend même le nom de « La grue jaune », en référence à la grue Titan sur laquelle est monté Serge Charnay.
Cette action a été dénoncée par certains groupes féministes comme étant une action médiatique destinée à promouvoir le masculinisme.